# Keila (rzeka)
Keila (est. Keila jõgi) – rzeka w północnej Estonii o długości 116 km. Swoje źródła ma na bagnach Loosalu, w pobliżu wsi Juuru. Uchodzi do zatoki Lohusalu, części Zatoki Fińskiej. Na Keili znajduje się wodospad Keila, trzeci co do wielkości w Estonii, o wysokości 6 m i szerokości 60–70 m.

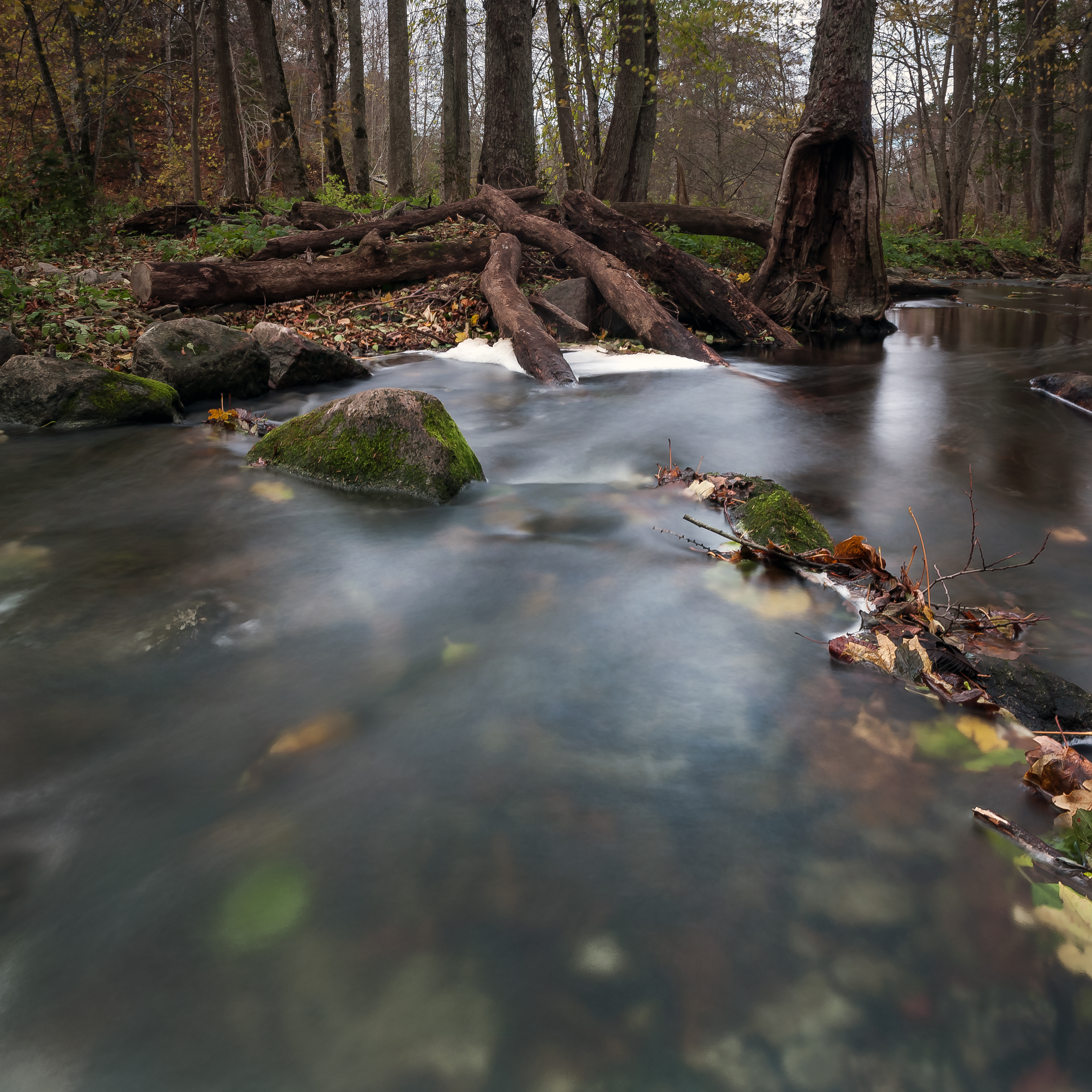
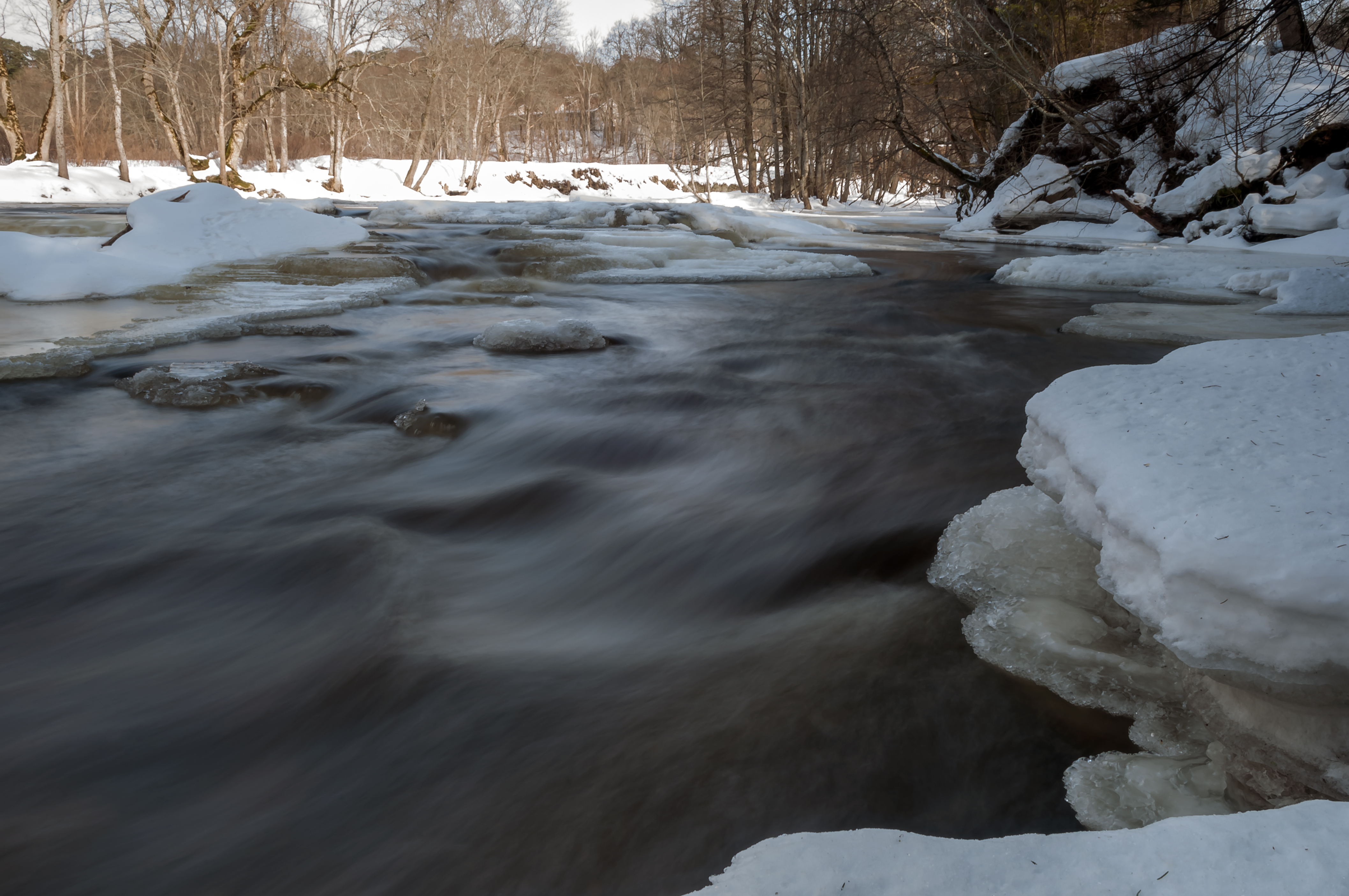
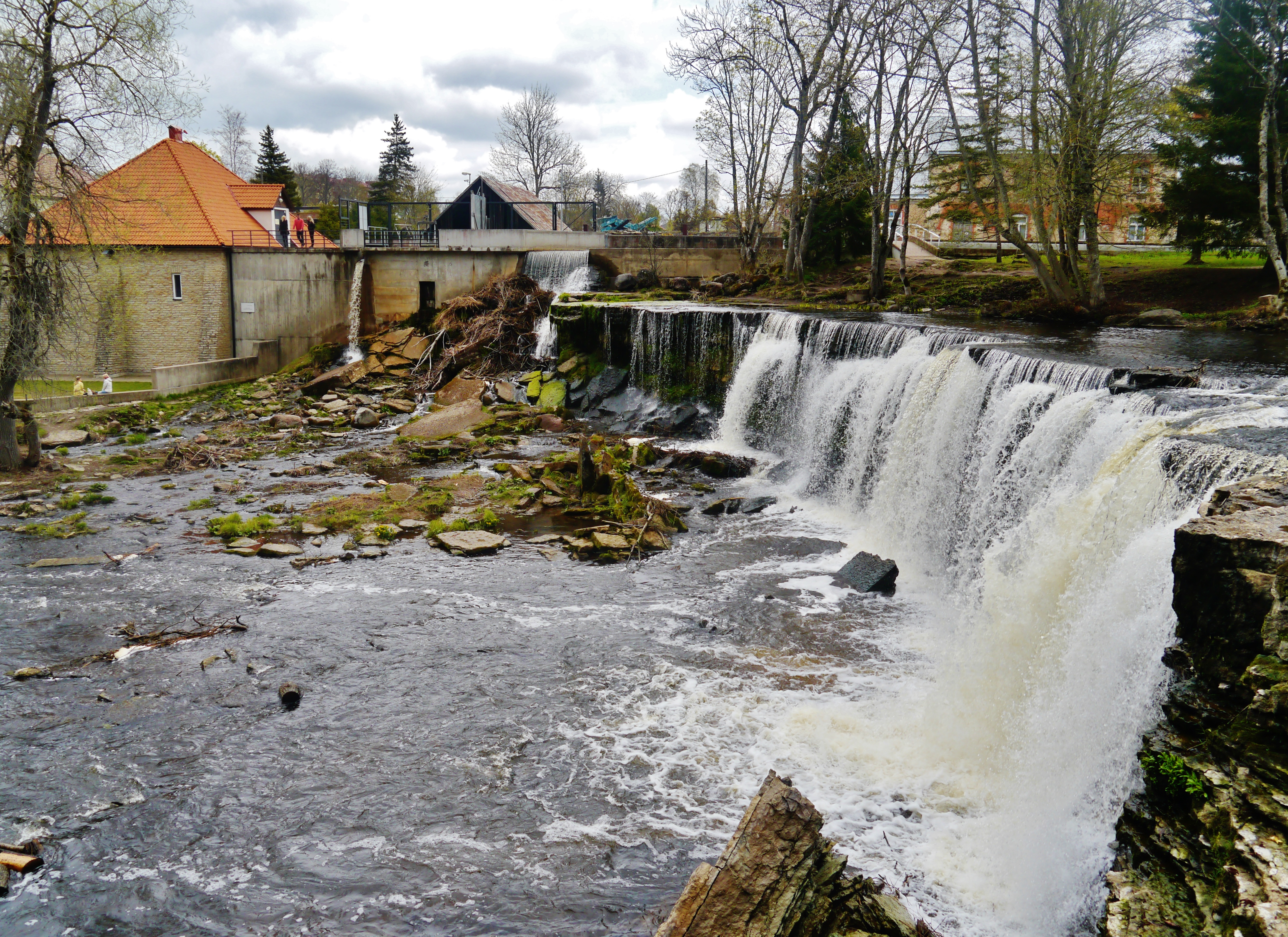
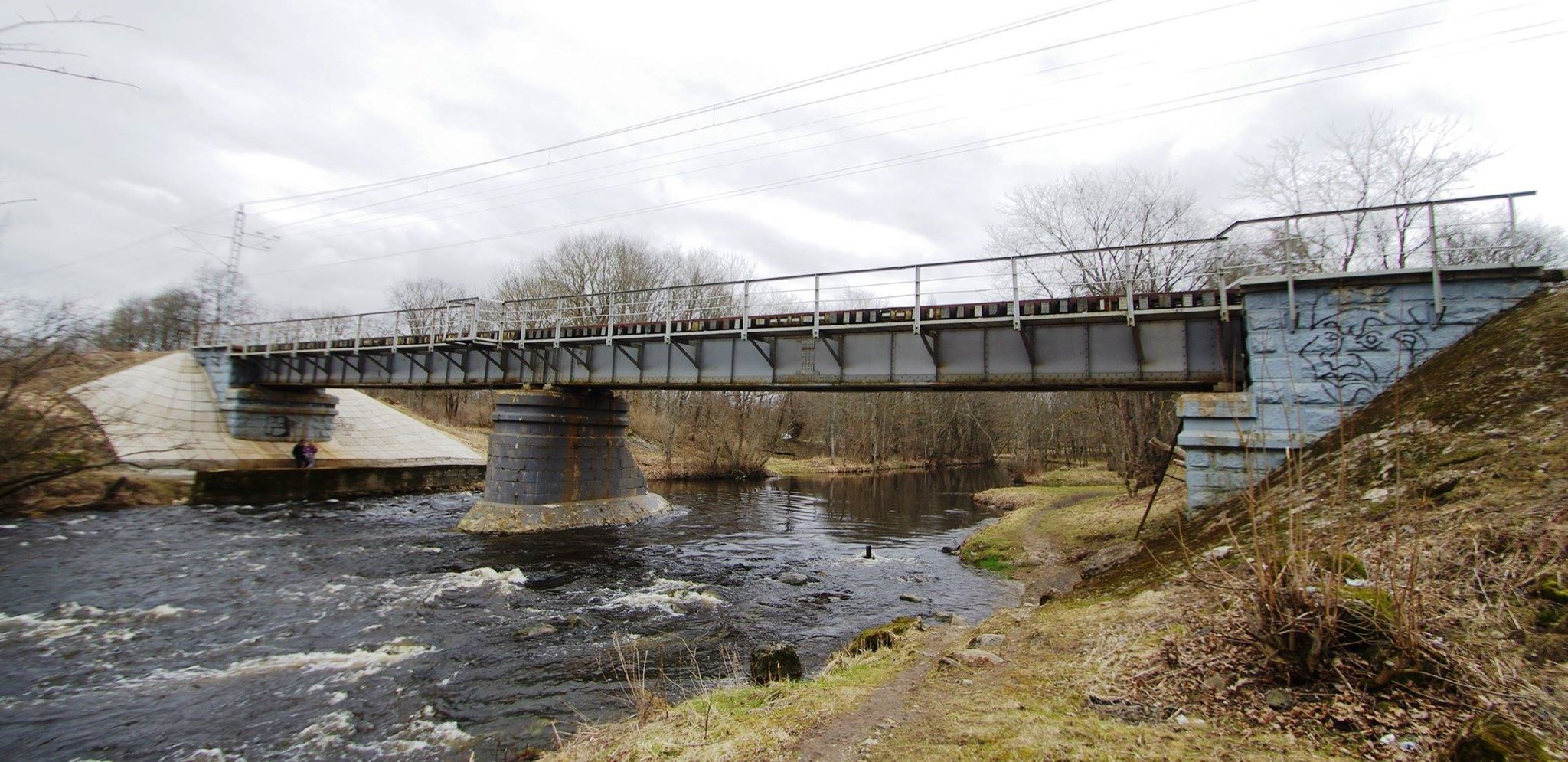
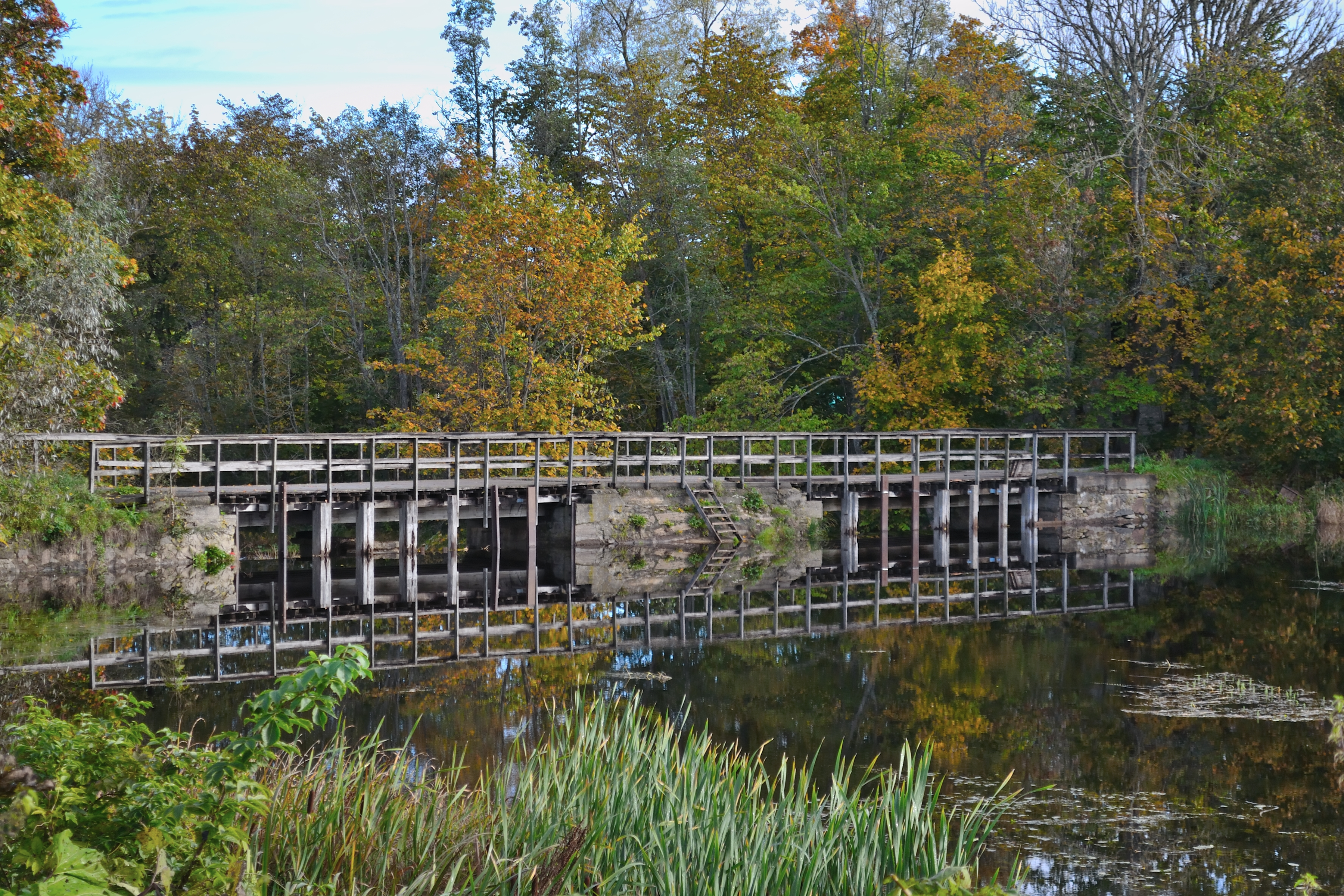